# Antiphonale monasticum
L'Antiphonale monasticum est un antiphonaire en grégorien, publié par l'abbaye Saint-Pierre de Solesmes ainsi que réservé aux offices auprès des monastères. Dans la longue histoire de la restauration du chant grégorien, il s'agit de la première édition critique de celui-ci. La publication ne fut pas encore complétée, en attendant que soit sorti son dernier volume (tome IV).
Il s'agit des livres de chant en cinq volumes et qui contient les antiennes, répons-brefs, versets, psaumes.
Pour les monastères de son ordre, ces livres officiels furent initialement publiés au titre complet de la Liturgia horarum in cantu Gregoriano ad usum ordinis sancti benedicti Liber antiphonarius pro diurnis horis cura scriptorii paleographici Solesmensis præparatus.

## Histoire
La deuxième moitié du XXe siècle connut de nombreux progrès, afin d'éditer de nouveaux livres de chant en grégorien : réforme de la liturgie à la suite du concile Vatican II ainsi qu'établissement de la nouvelle science sémiologie. En respectant ces évolutions, l'abbaye Saint-Pierre de Solesmes exécuta une nouvelle rédaction de l'antiphonaire entre 1975 et 1996, sous la direction de Dom Jean Claire. L'approbation de ce livre de chant Antiphonale romanum était cependant toujours repoussée.
D'ailleurs, il fallait un nouveau antiphonaire monastique qui est capable de satisfaire la tradition bénédictine ainsi que les exigences de la réforme liturgique de Vatican II. Après le concile et notamment à la suite de la publication du Thesaurus Liturgiæ Horarum monastiæ par la Confédération bénédictine en 1976, les études sur la tradition de l'ordre furent considérablement approfondies, en redécouvrant leurs formes essentielles. En conséquence, un nouveau projet obtint la priorité et se lança en novembre 1998, auprès de l'Atelier de la paléographie musicale de l'abbaye.
L'équipe bénéficiait de nombreux collaborateurs tel Dom Robert Le Gall, spécialiste de la liturgie. Par conséquent, d'abord la version bénédictine de l'Ordo cantus Officii fut approuvée par l'abbé-primat en 2001 pour les offices de jour, ainsi qu'en 2002 pour les vigiles.
Finalement, à la suite de l'approbation par la Congrégation du Culte divin du 6 février 2004, la publication fut préparée, et le premier tome parut en 2005.

## Caractéristique

### Édition critique
Il s'agit non seulement d'une édition préparée scientifiquement selon la tradition de l'abbaye Saint-Pierre de Solesmes mais aussi de la première édition critique du livre de chant en grégorien, qui doit être complétée. Notamment, celle-ci fut achevée en profitant des fruits des études d'après la sémiologie, établie à la deuxième moitié du XXe siècle. Auparavant, les études du chant grégorien avaient été effectuées sous influence des théories de la musique moderne, par exemple, la théorie rythmique de Dom André Mocquereau de Solesmes. Par conséquent, il reste de nombreuses erreurs telles celles d'intervalle et de rythme, dans l' Antiphonale sacrosanctæ romanæ ecclesiæ dit l'Édition Vaticane (1912) et l'Antiphonale monasticum pro diurnis (1934).

### Restitution sémiologique

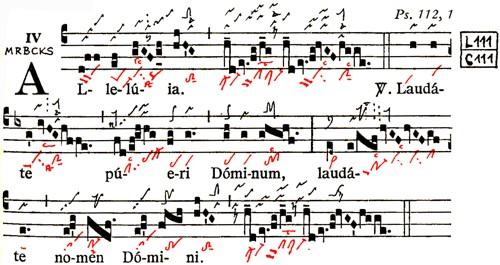
Graduale Triplex des Éditions de Solesmes sorti en 1979, dans lequel les épisèmes vertical et horizontal ainsi que le point mora restent encore. Ainsi les neumes anciens, en noir et en rouge, et ceux de la notation carrée provoquent-ils parfois des désaccords,. Dans le nouvel Antiphonale monasticum, ces fausses graphies n'existent plus.

Il est vrai que la sémiologie grégorienne bouleversa l'histoire de la restauration du chant grégorien. En effet, Dom Eugène Cardine de Solesmes, professeur de l'Institut pontifical de musique sacrée, s'aperçut que les neumes anciens, avant l'invention de la notation en ligne par Guido d'Arezzo, contient une immense diversité, afin de préciser les expression et articulation du chant. En bref, selon lui, il s'agit des enregistrements écrits. Ces précieux renseignements avaient cependant été perdus, à la suite de l'usage de la notation au carré. De plus, à mesure que les études étaient approfondies, il était de plus en plus évident que les éditions précédentes au XXe siècle ne respectent pas la nature du chant grégorien. Il faut désormais restituer les mélodies du chant, d'après ces neumes anciens, même s'il reste la difficulté des intervalles. Et l'abbaye réussit.
Parmi les modifications selon cette rédaction, l'une des améliorations les plus importantes était paradoxalement la suppression de quelques signes dans les éditions anciennes. Il s'agit des épisèmes vertical ( | ) et horizontal ( — ) ainsi que le point mora ( • ). Ces graphies sont non seulement inutiles mais également parfois des contradictions des expressions indiquées des neumes anciens. Certes, l'épisème horizontal se trouve dans un certain nombre des manuscrits y compris l' Antiphonaire de Hartker. Cependant, sa fonction est destinée à une nuance d'expression, ou agogique, et proche de celle des lettres significatives telles la t, la c. Donc, finalement renoncé. Cette décision est suivie de deux autres éditions critiques, l'Antiphonale romanum de Solesmes (2009) et le Graduale novum du Vatican (2011). 
- exemples de la notation de l'Antiphonale monasticum (tome III, p. 70 - 71) dans le site officiel de l'Atelier de la paléographie musicale de l'abbaye Saint-Pierre (rubrique : Voir une page du nouvel antiphonaire)

Dans cet antiphonaire, les pièces les plus ornées s'accompagnent, comme le graduale Triplex, des neumes médiévaux au lieu des signes rythmiques modernes, afin de soutenir l'interprétation des chefs de chœur.
En fait, l'étude sémiologique avait retrouvé ceux qui étaient perdus dans les éditions précédentes. D'après les neumes les plus anciens, la composition du chant grégorien avait profondément été exécutée selon le contexte théologique et sa mélodie respecte parfaitement le sens du texte, paroles de Dieu, mot à mot :

« Il faut reconnaître cependant qu'un musicien moderne ira d'institinct chercher les meilleurs chefs-d'œuvre, et il les rencontrera certainement dans les mélodies originales. Dans ces mélodies il ne trouvera plus seulement des toiles de fond, d'un dessin parfait et de couleurs volontairement neutres, devant lesquelles peuvent être évoqués les sentiments les plus variés, mais un décor pleintment adapté au sens des paroles qu'il s'agit de mettre en valeur. »

— Dom Eugène Cardine, Vue d'ensemble sur le chant grégorien, p. 8 (2002)

### À la base du manuscrit le plus correct

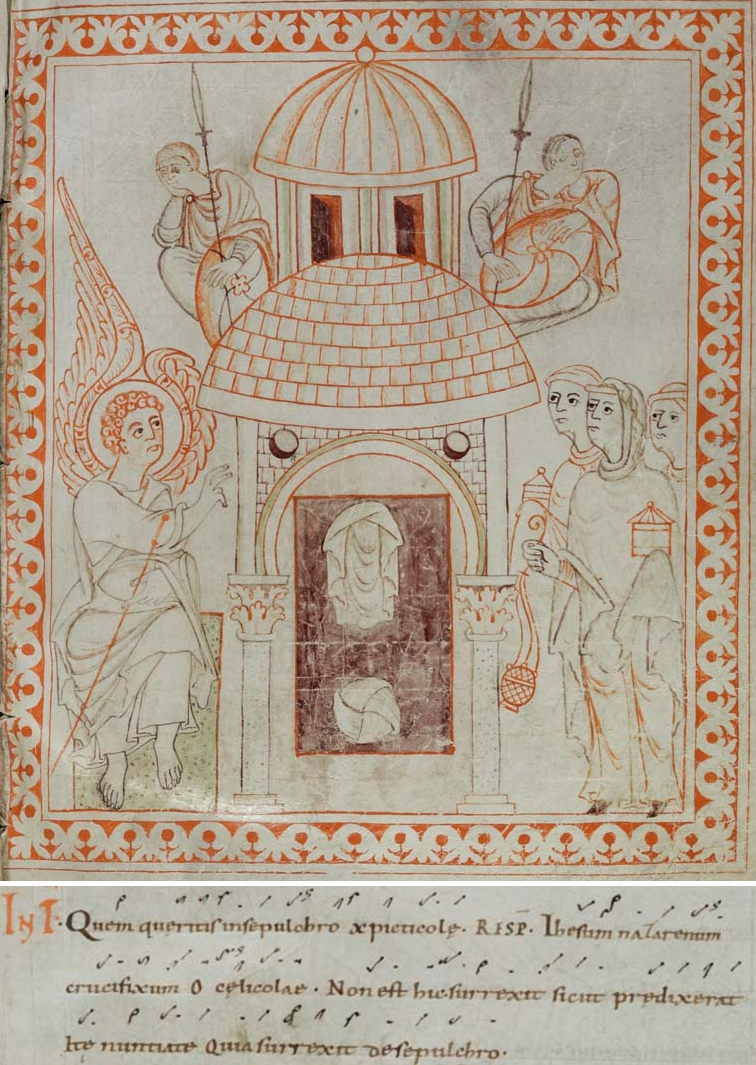
Antiphonaire de Hartker, no 391 (2e tome), p. 33 et p. 37 (notation partielle).

Alors que la méthode scientifique traditionnelle depuis le XIXe siècle était la comparaison de nombreux manuscrits, donc en général l'adoption de la majorité, la rédaction de cet antiphonaire connut un changement de discipline. Elle fut exécutée à la base de l'Antiphonaire de Hartker no 390 et no 391, initialement parachevé en tant qu'un seul volume entre 990 et 1000 [lire en ligne]. Il s'agit du manuscrit de l'antiphonaire en grégorien le plus ancien, mais le plus sûr et le plus correct. De sorte que toutes les antiennes dans cet antiphonaire furent intensivement réétudiées, en comparaison des éditions précédentes ainsi que des tableaux de manuscrits pour la préparation de celles-ci.  

« À quelques rares incertitudes près, la comparaison avec plusieurs autres manuscrits a permis d'établir la mélodie consignée par les neumes de ce manuscrit, reconnu par l'ensemble de la critique pour sa richesse en compositions, sa cohérence dans le vocabulaire grégorien, sa régularité et sa précision dans l'édition. »

— Dom Daniel Saulnier, Un nouvel antiphonaire monastique (2005)
L'objectif est évident : restaurer exactement ceux que les moines de l'abbaye de Saint-Gall chantaient vers 1000, la meilleure version à l'époque, et non une synthèse, jamais chantée.
Au regard des chants associés aux textes qui n'existaient pas encore à l'an Mil, l'atelier de la Paléographie musicale de Solesmes effectua ses rédactions et remplacement des mélodies, proprement selon la grammaire musicale de l'Antiphonaire de Hartker. Aussi une cohérence mélodique est-elle effectivement réalisée dans l'Antiphonale monasticum. À savoir, les moines de Solesmes effectuèrent leur rédaction mille ans plus tard, à la place des notateurs de Saint-Gall,.
Toutefois, étant donné qu'il s'agit des livres de chant pour l'usage, et non de ceux des études, il fallut un certain nombre de modifications d'intonation, mais restant moins de 1 %, à l'exception des chants originaires de Saint-Gall. En effet, avant la publication, l'atelier avait reçu quelques conseils des maîtres de chœur et des chantres expérimentés auprès des monastères bénédictins, sans que cette intonation ne cause des difficultés pour une oreille contemporaine,.

### D'autres améliorations
- précision du ton si (bémol et bécarre)[eg 12]
- régularisation du ton irrégulier[eg 13]
- choix éditoriaux d'autres signes neumatiques[eg 4]
- introduction de près de 1 000 antiennes nouvelles, mais rénovées de la restitution des mélodies[eg 14] ; possibilité de l'adoption partielle et progressive de ces antiennes jusqu'à ce que la communauté puisse apprendre toutes les mélodies[eg 15] ; donc, finalement promotion du répertoire grétorien traditionnel de l'office[eg 3]
- remplacement des répons tardifs ou néo-grégoriens tels ceux de Trinité, de Fête-Dieu, par les mélodies médiévales de qualité[eg 16],[5]
- addition d'une mélodie archaïque redécouverte et restaurée pour les versets des temps de solennité, ceux de l'octave de Pâques et des solennités du Temps pascal, ainsi qu'exclusion des mélodies tardives[eg 16],[5]
- disposition nouvelle pour la célébration des fêtes, aisément chantée[eg 17]
- rétablissement de la riche collection de mélodies composées au Moyen Âge pour la conclusion des offices[eg 18]
- adaptation à la nouvelle liturgie des Heures (voir ci-dessous)

### Édition informatique
En 2005, la diffusion d'une édition informatique était prévue, avec les antiennes et les répons-brefs téléchargeable en ligne. Puis, lorsque le tome III fut sorti en 2007, l'atelier de la Paléographie musicale de Solesmes annonça qu'était disponible l'édition informatique des tomes I et II sur CD-ROM. Cependant, il est possible que ce projet ait été abandonné.

### Adaptation à la nouvelle liturgie des Heures
À la suite du concile Vatican II, la liturgie des Heures au sein des monastères fut, pour la première fois, considélablement modifiée, en simplifiant la longue tradition essentiellement à la base de la règle de saint Benoît, fixée vers 530. En 1971, la Congrégation pour le culte divin sortit la Présentation générale de la liturgie des Heures. La rédaction du nouvel antiphonaire de Solesmes fut effectuée, naturellement en respectant cette réforme. En conséquence, moins de versets et de répons se trouvent dans la nouvelle version que l'anciens livres de chant.
En dépit de cette modification considérable, les compilateurs de la Liturgia Horarum connaissaient effectivement la tradition médiévale, en consultant surtout le Corpus Antiphonalium Officii tome III (1968) de Dom René-Jean Hesbert de Solesmes, édition critique des manuscrits. Aussi l'adaptation à celle-ci ne provoqua-t-elle guère de conflit avec la rédaction sémiologique ainsi que l'édition critique.
D'ailleurs, l'abbaye Saint-Pierre de Solesmes avait pareillement préparé d'autres notations du chant grégorien, en soutenant la publication des Heures Grégoriennes, sorties par la communauté Saint-Martin en 2008.
En réalité, les Heures grégoriennes étaient conçues pour rétablir l'usage du chant grégorien, en faveur des communautés qui adoptèrent la nouvelle liturgie. Donc, les textes bilingues latin-français, à savoir la Liturgia Horarum du Vatican (révision 2000) et sa traduction par l'Association épiscopale liturgique pour les pays francophones (1980), sont suivis de la notation grégorienne. L'Antiphonale monasticum, quant à lui, fut sorti, afin de remplacer les deux anitiphonaires précédents (1912 et 1934) qui n'ont plus leur hauteur et ne sont pas capables de satisfaire l'usage actuel auprès des monastères, en raison de notre connaissance si approfondie au regard de ce chant.    

## Appendices

### Ancienne édition de l'Antiphonale monasticum (1934)
Il ne faut pas confondre cet antiphonaire et l'ancien Antiphonale monasticum pro diurnis préparé également par l'abbaye de Solesmes et publié chez Desclée en 1934.
Si sa fonction fut définitivement terminée, une réimpression est disponible en faveur des études :
- Antiphonale monasticum pro diurnis, Abbaye Saint-Pierre de Solesmes  (ISBN 978-2-85274-173-7) 1 250 p.

### Première édition critique sans usage
Certes, le premier tome du nouvel antiphonaire ne fut soirti qu'en 2005. Toutefois, l'idée de l'édition critique dans l'histoire de la restauration du chant grégorien n'est pas nouvelle. En outre, il existe une édition critique plus ancienne mais sans usage.
En 1938, Yvonne Rokseth (1890 - † 1948) dénonça à Dom Joseph Gajard de Solesmes que la restitution des livres de chant de l'abbaye était digne de toute confiance. Nonobstant, elle lui déclara en tant que musicologue que fût souhaitable la publication des preuves, à savoir une critique des sources. Celle-ci était le professeur titulaire de la chaire de musicologie à l'université de Strasbourg.
Le premier projet de l'édition critique du chant grégorien fut lancé par Mgr Higino Anglès (1888 - † 1969) en 1948. Aussitôt nommé en 1947 président de l'Institut pontifical de musique sacrée à Rome, ce musicologue espagnol visita l'abbaye Saint-Pierre de Solesmes l'année suivante. La rédaction du nouvel graduel était confiée à cinq moines auprès de l'atelier de la Paléographie musicale. Le projet fut présenté au congrès de musique sacrée tenu à Rome en 1950 et les trois premiers tomes de ce Graduel romain, Édition critique par les moines de Solesmes furent imprimés aux frais de l'abbaye entre 1957 et 1962. Néanmoins, le concile Vatican II rompit brutalement ce projet. Ces volumes furent, sans usage, accueillis à la Libreria editrice Vaticana et il semble qu'ils soient conservés dans un dépôt méconnus. Malgré tous cela, Dom Jacques Froger, l'un des membres de l'édition depuis 1948 et spécialiste de l'édition critique, continua la rédaction jusqu'à son décès en 1980. Lors de sa mort, le texte critique du graduel était quasiment parachevé par lui.

## Publication
- tome I (2005) : De tempore (tome du Temporal, de l'Ordinaire ainsi que des tons communs)  (ISBN 978-2-85274-266-6) 608 p.
- tome II (2006) : Psalterium diurnum (tous les offices de jour de la liturgie des Heures)  (ISBN 978-2-85274-281-9) 304 p.
- tome III (2007) : De Sanctis (propres des Saints ainsi que tous les communs)  (ISBN 978-2-85274-282-6) 584 p.
- tome IV
- tome V (2008) : Proprium Solsemense (antiennes propres pour les fêtes particulières, par exemple sainte Bathilde, reine des francs, le 30 janvier)  (ISBN 978-2-85274-329-8) 86 p.

## Bibliographiques
- Études grégoriennes, tome XXXIII, p. 153 - 221, Daniel Saulnier, Un nouvel antiphonaire monastique, Abbaye Saint-Pierre, Solesmes 2005 [lire en ligne] (texte intégral)  (ISBN 978-2-85274-283-3)
- Études grégoriennes, tome XXXIX, Abbaye Saint-Pierre, Solesmes 2012  (ISBN 978-2-85274-207-9) 315 p.
- Daniel Sauliner, Session de chant grégorien II (2004) [lire en ligne]
- Daniel Saulnier, Session de chant grégorien III (2005) [lire en ligne]
- Eugène Cardine, Sémiologique grégorienne, Abbaye Saint-Pierre, Solesmes 1978  (ISBN 2-85274-020-6) 158 p.
- Marie-Emmanuel Pierre, Cantabo Domino, Cours de chant grégorien, Abbaye Saint-Michel de Kergonan, Plouharnel 2005  (ISBN 978-2-9525681-0-4) 343 p.